# Danh sách sự kiện thường niên ở Trung Quốc
Dưới đây là danh sách các sự kiện lớn hàng năm ở Trung Quốc.
| Sự kiện                                                   | Ngày tháng             | Địa điểm                                   | Khởi đầu         | Ghi chú                   |
| --------------------------------------------------------- | ---------------------- | ------------------------------------------ | ---------------- | ------------------------- |
| Giải thưởng điện ảnh châu Á                               |                        | Hồng Kông                                  | 2007             |                           |
| Liên hoan nhạc pop Bắc Kinh                               |                        | Công viên Triều Dương, Bắc Kinh            | 2005             |                           |
| Being Globally Responsible Conference                     | Tháng 5                | Thượng Hải                                 | 2006             |                           |
| Giải Bóng chày Chuyên nghiệp Trung Quốc                   | Tháng 4                |                                            | 2002             |                           |
| Hội nghị & Triển lãm Giải trí Kỹ thuật số Trung Quốc      |                        | Trung tâm triển lãm quốc tế mới Thượng Hải | 2004             |                           |
| Triển lãm Bản quyền Quốc tế Trung Quốc                    |                        | Olympic Green, Bắc Kinh                    | 2008             |                           |
| Giải vô địch xe du lịch Trung Quốc                        |                        |                                            | 2003             |                           |
| Cầu thủ xuất sắc nhất năm của Hiệp hội bóng đá Trung Quốc |                        |                                            | 1994             |                           |
| Tết Trung Quốc                                            | Tháng 1 hoặc tháng 2   | Toàn quốc                                  |                  |                           |
| Tết Trùng cửu                                             | Tháng 10               | Toàn quốc                                  |                  |                           |
| Tết Đoan Ngọ                                              | Tháng 6                | Toàn quốc                                  |                  |                           |
| Trình diễn Trang sức Quốc tế Hồng Kông                    |                        | Trung tâm Hội nghị và Triển lãm Hồng Kông  |                  |                           |
| Hong Kong Jewish Film Festival                            | Tháng 11               | Hồng Kông                                  | 2000             |                           |
| Giải thưởng Cầu thủ bóng đá Hàng đầu Hồng Kông            |                        |                                            | 1978             |                           |
| Hush!! Full Band Festival                                 |                        | Ma Cao                                     | 2005             |                           |
| Ngày Quốc tế Lao động                                     | 1 tháng 5              | Toàn quốc                                  |                  |                           |
| Tết Nguyên tiêu                                           | Tháng 2 hoặc tháng 3   | Toàn quốc                                  |                  |                           |
| Lychee and Dog Meat Festival                              | 21 tháng 6- 30 tháng 6 | Ngọc Lâm, Quảng Tây                        | 21 tháng 6, 2009 |                           |
| Lễ hội âm nhạc Midi                                       | Tháng 5                | Bắc Kinh, Thượng Hải, Thâm Quyến           | 1997             |                           |
| Quốc khánh Cộng hòa Nhân dân Trung Hoa                    | 1 tháng 10             | Toàn quốc                                  |                  |                           |
| Lễ hội bia quốc tế Thanh Đảo                              |                        | Thanh Đảo, Sơn Đông                        |                  |                           |
| Tết Thanh minh                                            | Tháng 4                | Toàn quốc                                  |                  | Còn được gọi là Lễ Tảo mộ |
| Tuần lễ Thời trang Thượng Hải                             |                        | Thượng Hải                                 |                  |                           |
| Lễ hội Văn hóa Thời trang Quốc tế Thượng Hải              |                        | Thượng Hải                                 | 1995             |                           |
| Liên hoan phim quốc tế Thượng Hải                         | Tháng 6                | Thượng Hải                                 | 1993             |                           |
| Sho Dun Festival                                          | Tháng 8                | Lhasa, Tây Tạng                            | Thế kỷ 16        |                           |
| Tam Nguyệt Nhai                                           | Tháng 4 hoặc tháng 5   | Đại Lý, Vân Nam                            | Nhà Đường        |                           |